# Héctor Morales (actor)
Héctor Mauricio Morales Bettancourt (San Bernardo, Santiago, 1 de abril de 1980) es un actor y director de teatro chileno.
Se formó en el Liceo de Aplicación y profesionalmente en la Universidad de Chile, donde cursó sus estudios de Teatro. Se hizo conocido en la teleserie Brujas pero antes de trabajar en televisión ya acumulaba una importante trayectoria en teatro, habiendo sido protagonista de importantes obras. En 2005 recibió un Premio Wikén a actor revelación del año.

## Filmografía

### Cine
| Año  | Película                  | Personaje | Director            |
| ---- | ------------------------- | --------- | ------------------- |
| 2006 | Fuga                      | Toño      | Pablo Larraín       |
| 2007 | Desierto Sur              | Brittany  | Shawn Garry         |
| 2008 | Tony Manero               | Goyo      | Pablo Larraín       |
| 2009 | Grado 3                   | Matías    | Roberto Artiagoitía |
| 2009 | Súper, todo Chile adentro | Walter    | Fefa Alijaro        |
| 2010 | Mi último round           | Hugo      | Julio Jorquera      |
| 2018 | Swing                     | Gustavo   | Luis Smok           |
| 2018 | Dry Martina               | Joven     | Che Sandoval        |
| 2018 | American Huaso            |           | José Palma          |

### Televisión
| Año       | Título                          | Personaje                  | Notas                      |
| --------- | ------------------------------- | -------------------------- | -------------------------- |
| 1996      | Adrenalina                      | Extra                      | Cameo en fiesta graduación |
| 1998      | Iorana                          | Extra                      |                            |
| 1998      | Sucupira, la comedia            | Cliente del Bar la Perla   | Episodio: Sucupira Show    |
| 1998      | Borrón y cuenta nueva           | Extra                      |                            |
| 2001      | Pampa Ilusión                   | Obrero                     | 1 episodio                 |
| 2003      | Puertas Adentro                 | Escolar en microbús        | Episodio final             |
| 2005      | Brujas                          | Byron Sánchez              |                            |
| 2006      | Descarado                       | Arturo Cortés / Rafael R-2 |                            |
| 2006      | Huaiquimán y Tolosa             | Camaleón                   | 4 episodios                |
| 2007      | Papi Ricky                      | Gabriel del Río            |                            |
| 2007      | Dinastía Sa-Sá                  | Byron Sánchez              |                            |
| 2008      | Lola                            | Justo Torres               |                            |
| 2009      | Cuenta conmigo                  | Daniel Rosselot            |                            |
| 2009-2010 | Conde Vrolok                    | Maximiliano Ariztía        | 19 episodios               |
| 2010      | Martín Rivas                    | Teniente Ricardo Castaños  |                            |
| 2011      | Prófugos                        | Iván Aguilera              | 4 episodios                |
| 2011      | 12 días que estremecieron Chile | Horacio                    | Episodio: El maracanazo    |
| 2012-2013 | Soltera otra vez                | Aliro Moreno               |                            |
| 2013      | Las Vega's                      | Benjamín Ossandón          |                            |
| 2014      | Chipe libre                     | Axel Ulloa                 |                            |
| 2015      | Matriarcas                      | Eduardo "Edu" Bravo        |                            |
| 2016      | El camionero                    | Leonardo Flores            |                            |
| 2016      | Once comida                     | Jaime                      | Invitado: 1 episodio       |
| 2017-2018 | Wena profe                      | Samuel Cornejo             |                            |
| 2018      | Santiago paranormal             | Cristián Rivas             | Episodio: El pacto         |
| 2023      | Los mil días de Allende         | Carlos Jorquera            |                            |

## Programas de televisión
- Zona de estrellas (Zona Latina, 2012) - Invitado
- Síganme los buenos (Vive! Deportes, 2012) - Invitado
- Pareja perfecta (Canal 13, 2012) - Invitado
- Bienvenidos (Canal 13, 2012) - Invitado
- Dudo (13C, 2013) - Invitado
- Vértigo (Canal 13, 2013) - Invitado
- Lip Sync Chile (TVN, 2015) - Participante
- Conectados (TVN, 2016) - Invitado
- Muy Buenos Días (TVN, 2017) - Invitado
- Zoom Urbano (TVN, 2017) - Conductor
- Top Chef VIP Chile (Chilevisión, 2024) - Participante

## Premios

### Premios Altazor
| Año  | Categoría           | Producción      | Resultado |
| ---- | ------------------- | --------------- | --------- |
| 2012 | Mejor actor de cine | Mi último round | Candidato |